# Impressum
La palabra latina impressum (palabra latina que significa "impreso", del verbo latino imprimĕre, "imprimir") se utiliza en el idioma alemán para referirse a una declaración de propiedad y autoría de un documento, que es requerido legalmente para libros, periódicos, revistas y sitios web publicados en Alemania y otros países de habla alemana.
No existe una legislación equivalente en países como España u otros países de la Hispanidad, y por lo tanto no existe un término legal consistente que se pueda utilizar en medios en lengua española, si bien algunas publicaciones tienen una sección de contenido aproximadamente equivalente en la que incluyen por ejemplo datos del Director, Redactor Jefe y empresa que lo publica.

## En páginas web
La ley de medios digitales requiere que los sitios web alemanes tengan un Impressum en que se publique información acerca del editor, incluyendo su nombre y dirección, número de teléfono o dirección de correo electrónico, número de registro mercantil, NIF y otra información variable según el tipo de empresa. Con sitios web alemanes la ley se refiere a los publicados por individuos u organizaciones con domicilio en Alemania, por lo que se requiere el Impressum independientemente de que el dominio raíz del sitio sea .de o no.
Esta ley ha creado preocupación en cuanto a la privacidad de los individuos que mantienen blogs o páginas personales. Asimismo, la ley también ha hecho que algunos abogados revisen los sitios web buscando esta página.